# Trachyandra patens
Trachyandra patens är en grästrädsväxtart som beskrevs av Anna Amelia Obermeyer. Trachyandra patens ingår i släktet Trachyandra och familjen grästrädsväxter. Inga underarter finns listade i Catalogue of Life.